# Эль-Капитан (Марс)

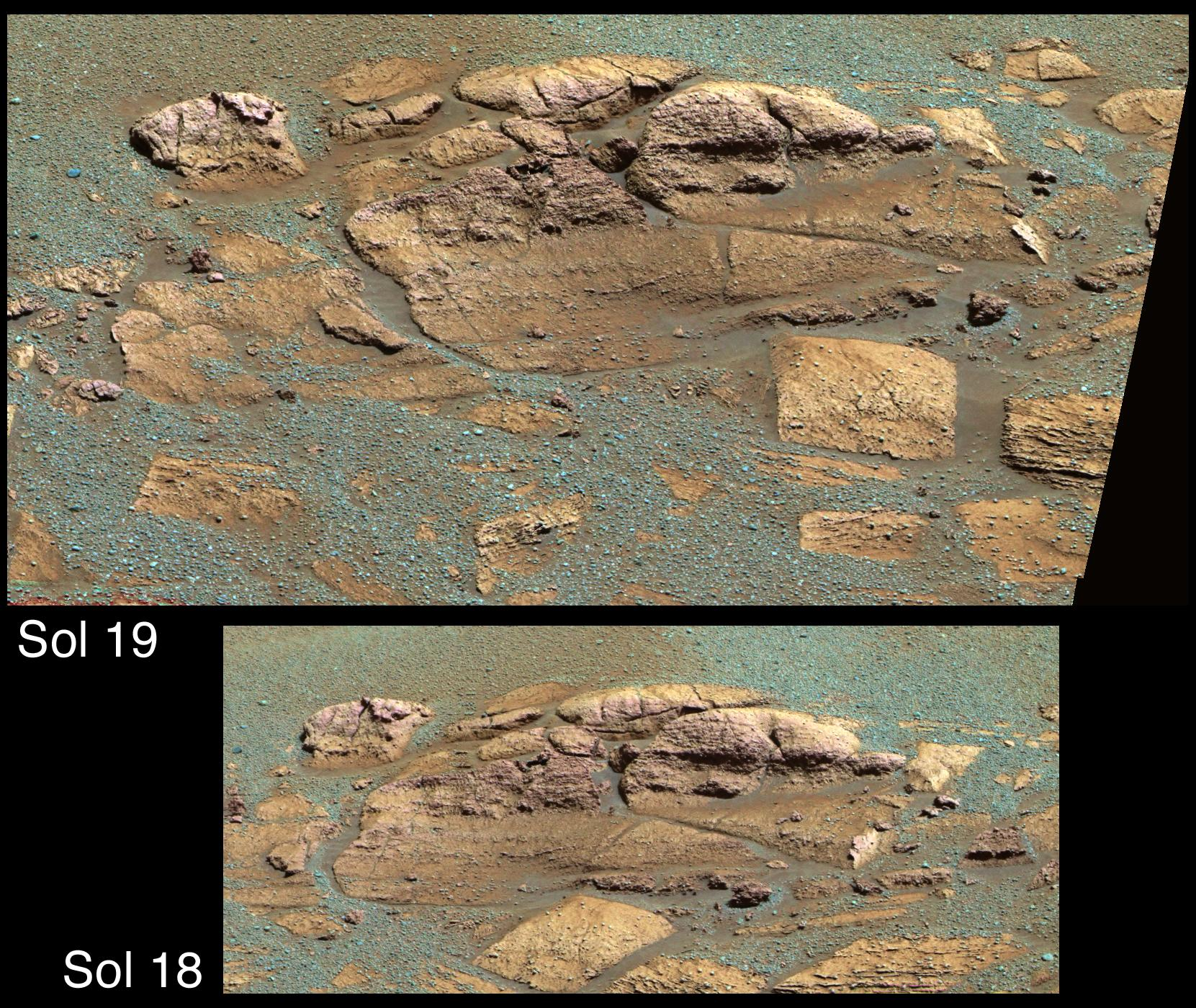
Горное обнажение «Эль-Капитан» в псевдоцветах, снимок марсохода Оппортьюнити

«Эль-Капита́н» (англ. El Capitan) — слоистое горное обнажение, которое исследовал марсоход Оппортьюнити в феврале 2004 года. Находится на плато Меридиана, в точке с координатами 1°54′ ю. ш. 354°30′ в. д. / 1,9° ю. ш. 354,5° в. д.. Обнажение названо в честь горы Эль-Капитан, штат Техас.

## Хронология исследования
19 февраля 2004 года, целью дальнейших исследований было выбрано обнажение горных пород, чьи верхние и нижние слои отличались из-за различия степени воздействия на них ветра. Данное обнажение высотой 10 см было названо «Эль-Капитан» в честь горы в штате Техас. Оппортьюнити достиг «Эль-Капитана» на 27 сол миссии, передав первое изображение этой скалы при помощи панорамной камеры.
На 30 сол Оппортьюнити впервые использовал свой инструмент истирания камней (RAT) для того, чтобы исследовать скалы вокруг «Эль-Капитан». Изображение ниже показывает скалу после бурения и очистки углубления.
На пресс-конференции 2 марта 2004 года учёные обсудили полученные данные о составе пород, а также доказательства о наличии жидкой воды во время их образования. Они представили следующие объяснение небольших вытянутых пустот в скале, которые видно на поверхности после бурения (см. последние два изображения ниже).
Эти пустые карманы в породе известны геологам как «пустоты» (Vugs). Пустоты образуются, когда кристаллы, формируясь в горной породе, выветриваются посредством эрозионных процессов. Некоторые из таких пустот на изображениях похожи на диски, что соответствует определённым типам кристаллов, в основном, сульфатам.
Кроме того, учёные получили первые данные от мёссбауэровского спектрометра MIMOS II. Так, спектральный анализ железа, содержащегося в скале «Эль-Капитан», выявил наличие минерала ярозита. Этот минерал содержит гидроксильные группы, что указывает на наличие воды во время формирования породы. Анализ, сделанный при помощи теплового эмиссионного спектрометра (Mini-TES) выявил, что порода содержит значительное количество сульфатов.
|                                           |                                             |                  |
| Горное обнажение «Эль-Капитан» на 27 сол. | Отверстие в скале, сделанное с помощью RAT. | Пустоты в скале. |